# 月眉村 (嘉義縣)
23°31′N 120°21′E / 23.517°N 120.350°E
月眉村是中華民國台灣嘉義縣新港鄉轄下的行政區。因為曾有彎月形的大水潭而得名，

## 地理
月眉村位於嘉義縣新港鄉南部的地理位置，從新港奉天宮前搭公車大約十幾分鐘即可到達。轄區面積為2.975268平方公里。聚落內部的小地名有：潭頭、潭尾、灣仔頭。其中一處月眉潭，因其潭的形狀像彎月又似眉毛故而得名。

## 聚落歷史
- 1683年（明鄭時期永曆37年），此地便組織了康濟明王會（康濟明王：也是所謂刑王爺刑府千歲）。（相良吉哉，1933：374所記大正年相良吉哉調查台南洲的文化相關資料。[2]）。此調查可推知此聚落形成於明鄭時期。[3]
- 但是到清領時期1717年（康熙56年），才開始有正式的史料記載（陳夢林，1962：37）。[3]
- 後在日治初期1896年（明治29年時），此地有392戶，人口數為1,511人（土屋重雄，1897：299）；日治末年時，有439戶，是以林姓為大部分人的聚落（潭頭）。[3]

## 教育

### 嘉義縣新港鄉月眉國小
- 創立於1915年4月1日（民國四年四月一日）名為新港公學校分校[4]
- 1919年月1日改（民國九年四月一日）名為月眉潭公學校
- 首任校長為 日人滕野鶴記(1920 年)。
- 1945年12月6日（國三十四年十二月六日）由台南州接管委員會接收移交給中華民國台灣。
- 1946年1月17日（於民國三十五年一月十七日）校名又更改為新港鄉第二國民學校。
- 1947年2月17日（民國三十六年二月十七日）正式更名為新港鄉月眉國民學校。
- 1968年8月1日因應（民國五十七年八月一日）起實施九年國民義務教育，正式更名為新港鄉月眉國民小學至今沿用。
- 1915年（據大正四年新港公學校分校開設，分校主任兒島定吉。
- 大正九年 本校獨立，改名月眉潭公學校，由滕野鶴記(1920)任校
- 長。
- 1941年（昭和十六年）義務教育制度實施，改名為月眉潭國民學校。
- 1945年（民國三十四年）台灣光復，移交中華民國台灣省。
- 1946年（民國三十五年）校名改為新港鄉第二國民學校。
- 1947年（民國三十六年）校名改為新港鄉月眉國民學校。
- 1948年（民國四十六年）中洋，安和分校成立。
- 1953年（民國五十二年安和分校獲准獨立。
- 1959年（民國五十七年推動九年）國民教育，校名改為月眉國民小學。
- 2013年（民國一百零二年）申辦獲准成立月眉幼兒園；圖書館志工隊成立。[4]

## 文化資源
- 廢磚廠：附近僅此一家磚廠，其煙囪高聳，後廢棄後成為月眉村的一歷史，此處也保留下來，成為現今的廢磚廠。[5]
- 元帥爺廟：此廟建於1737年（乾隆2年），供奉陳元帥、仙公爺、池王爺、土地公（相良吉哉，1933：177；謝石城、陳俊良等，1964：97）是月眉潭潭尾地區的公廟。具有濃厚的歷史意味。
- 水閘（水門）：(台灣的文化資產，曾推動了雲嘉南的農業發展)為嘉南大圳分流設施，此處支流分三個水道，往前會流向中洋、大潭等地，往西則流向月眉、西北，往東則流向樸子溪大排。
- 光天宮（敵天大帝廟）：此廟也是月眉潭潭頭地區的公廟，建於1738年（乾隆3年），主神供奉敵天大帝，合祀天上聖母、開臺尊王、神農大帝、謝府元帥、福德爺（相良吉哉，1933：177；謝石城、陳俊良等，1964：95）。
- 南贍祖庭月眉潭九天宮：建於1989年，於1991年落成。主祀：文衡帝君、九天三歲太子、降龍尊者。陪祀：真武大帝、九天應元雷聲普化天尊、齊天大聖、雷震子、關平、周倉、虎爺、中壇元帥、福德正神、註生娘娘。
- 寶月宮（潭尾廟）：因廟前的水潭似月形狀故此得名。
- 本區域也與縣定文化資產六興宮設立有關，為清領時期溪北六大庄之一。